# Districte de Nasu
El districte de Nasu (那須郡, Nasu-gun) és un districte de la prefectura de Tochigi, a la regió de Kanto, Japó. Actualment i a data del 2020, el districte està conformat per només dos municipis: les viles de Nakagawa i Nasu. El nom de Nasu també s'empra per a referir-se a la regió més septentrional de la prefectura de Tochigi, format per molts municipis que duen la paraula "Nasu" al seu nom, com ara Nasushiobara o Nasukarasuyama.

## Geografia
El districte de Nasu està situat al cantó nord-oriental de la prefectura de Tochigi. La superfície del districte està separada, ja que els dos municipis que l'integren no tenen connexió terrestre continuada. El districte limita al nord amb la prefectura de Fukushima i a l'est amb la prefectura d'Ibaraki. També limita amb els municipis de Nasushiobara i Ōtawara, així com amb els municipis de Nasukarasuyama i Sakura.

### Municipis
| |          |          |          |
| \| Municipi \| Població \| Extensió \| Densitat \| \| -------- \| -------- \| -------- \| -------- \| \| Nakagawa \| 15.141 \| 192,78 \| 78,5 \| \| Nasu \| 23.620 \| 372,34 \| 63,4 \| \| Total \| 38.761 \| 565,12 \| 68,6 \| |          |          |          |
| Municipi | Població | Extensió | Densitat |
| Nakagawa | 15.141   | 192,78   | 78,5     |
| Nasu | 23.620   | 372,34   | 63,4     |
| Total | 38.761   | 565,12   | 68,6     |

## Història
El districte fou fundat el 28 d'abril de 1878. Entre els fets més recents que hi podem trobar estàn les fusions de l'1 de gener de 2005 entre les viles de Nishinasuno, Shiobara i la ciutat de Kuroiso per tal de crear la nova ciutat de Nasushiobara. Més tard, l'1 d'octubre de 2005 va tindre lloc unes fusions massives que van reduir el districte a la seua mida actual: les viles de Batô i Ogawa van crear la nova vila de Nakagawa; les viles de Karasuyama i Minaminasu es van unir per crear la nova ciutat de Nasukarasuyama; mentrestant, la fusió de les viles de Kurobane i Yuzukami van crear la nova ciutat d'Ōtawara.